# Corée du Sud aux Jeux olympiques d'été de 1948
La Corée du Sud participe aux Jeux olympiques d'été pour la première fois, à l’occasion des Jeux olympiques d'été de 1948, à Londres. Elle est représentée par une délégation de 46 athlètes comprenant une femme.  Pour leur participation à ce grand événement international, les Coréens conquièrent deux médailles de bronze. L’une en Boxe, la seconde en  Haltérophilie.

## Les médaillés
| Médaille           | Nom           | Sport         | Épreuve                     |
| ------------------ | ------------- | ------------- | --------------------------- |
| Médaille de bronze | Han Soo-ann   | Boxe          | Poids mouches               |
| Médaille de bronze | Kim Seong-jip | Haltérophilie | Poids moyens Moins de 75 kg |

## Sources
- (fr) Bilan complet de 1948 sur le site du Comité international olympique
- (en) Bilan complet de la Corée du Sud  sur le site olympedia.org